# وزن جسم الإنسان

يستخدم وزن جسم الإنسان على العموم لمعرفة المدى. وفي العلوم الطبية والبيولوجية للإشارة إلى كتلة الشخص أو وزنه. وزن جسم الإنسان يقاس بالكيلو غرام وهي وحدة قياس الكتل في نظام الوحدات الدولي على الرغم من أن بعض الدول كالولايات المتحدة تستخدم الباوند في قياس الكتل والمملكة المتحدة التي تستخدم الأحجار أو الباوند إلا أنه حتى في المشافي الأمريكية يتم استخدام الكيلوغرام لحساب الكتل.
بالمعنى الدقيق للكلمة وزن الجسم، هو قياس كتلة الجسم دون الأغراض التي يحملها الشخص. من الناحية العملية يمكن للشخص قياس كتلته وهو مرتديا ملابسه شريطة ألا يرتدي شيئا ثقيلا معها كالموبايل أو المحفظة.

## متوسط كتلة الجسم حسب البلد

### حسب المنطقة
| النطقة              | عدد السكان البالغين بالملايين | متوسط الكتلة بالكغ | نسبة الأشخاص المتخطيين لمتوسط الوزن من مجمل السكان | المصدر |
| ------------------- | ----------------------------- | ------------------ | -------------------------------------------------- | ------ |
| أفريقيا             | 535                           | 60.17              | 28.9%                                              | [ 1 ]  |
| آسيا                | 2815                          | 57.7               | 24.2%                                              | [ 1 ]  |
| أوروبا              | 606                           | 70.8               | 55.6%                                              | [ 1 ]  |
| أمريكا اللاتينية    | 386                           | 67.9               | 57.9%                                              | [ 1 ]  |
| أمريكا الشمالية     | 263                           | 80.7               | 73.9%                                              | [ 1 ]  |
| منطقة المحيط الهادي | 24                            | 74.1               | 63.3%                                              | [ 1 ]  |
| العالم              | 4630                          | 62                 | 34.7%                                              | [ 1 ]  |

| البلد            | متوسط وزن الذكور | متوسط وزن الاناث |
| ---------------- | ---------------- | ---------------- |
| البرازيل         | 72.7             | 62.5             |
| كندا             | 80.3             |                  |
| تشيلي            | 77.3             | 67.5             |
| فنلندا           | 82.1             |                  |
| ألمانيا          | 82.4             | 67.5             |
| كوريا الجنوبية   | 68.6             | 56.5             |
| السويد           | 81.9             | 66.7             |
| ويلز             | 84.0             | 69.0             |
| الولايات المتحدة | 88.3             | 74.7             |